# Luitpold (Schiff)
Der Salondampfer Luitpold war ein Leibschiff der Wittelsbacher, das von 1890 bis 1954 als Passagierdampfer auf dem Starnberger See fuhr und Platz für 1.200 Fahrgäste bot.

## Geschichte
Die von der Würmsee-Actiengesellschaft betriebene Luitpold war nach dem Prinzregenten Luitpold benannt und luxuriös ausgestattet. Sie besaß eine elektrische Beleuchtung und war im Neo-Rokoko-Stil eingerichtet. Am Bug befand sich zunächst eine vergoldete Galionsfigur, die Triton und einen Knaben darstellte. Dazu kam eine ebenfalls vergoldete Reling in Kunstschmiedearbeit und ein bordeauxroter Rumpf. Da die Galionsfigur sich bei Anlegemanövern als hinderlich erwies, wurde sie recht bald wieder abgebaut. Weitere Änderungen waren der Einbau zweier Lüfter neben dem Kamin nach 1900 und der Bau eines geschlossenen Ruderhauses statt des ursprünglichen offenen Ruderstandes.

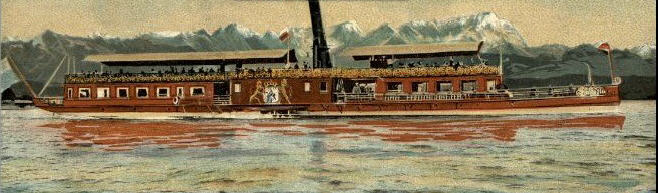
Die Luitpold um 1900

Mit dem Ende der Monarchie wurde der Schaufelraddampfer 1918 oder 1919 in München umbenannt. Bis 1954 diente er als Passagierdampfer auf dem Starnberger See. Als das Schiff 1955 verschrottet wurde, wurden Teile der Inneneinrichtung in einer Versteigerung veräußert. Hatte das Schiff 1890 230.000 Mark gekostet, so wurde der Schrottwert 1955 mit 18.000 DM angegeben.

## Erbauer
Das Schiff samt Kesselanlage und Dampfmaschine stammte von Maffei und wurde in Starnberg montiert. Die Beleuchtungsanlage stammte von Siemens, die Aufbauten und die Salons von J. Rathgeber in München. Die Innenausstattung lieferte die Firma Radspieler aus München, die Reling wurde in der Hofschmiedewerkstatt Moradelli in München hergestellt. Um die künstlerische Gestaltung des Schiffes hatte sich Professor Rudolf von Seitz gekümmert, den Triton mit dem Knaben hatte Professor Rudolf Maison entworfen.

## Verbleib
Die Galionsfigur, die sich auf dem Starnberger Bauhof befand, blieb erhalten und befindet sich heute im Museum Starnberger See. Die Baupläne des Schiffes befinden sich im Archiv des Deutschen Museums und in der Sammlung Alfred Lemberg. Teile der Reling des Schiffes wurden offenbar in einem Hotel in Bad Oberdorf eingebaut, ein weiterer Teil befindet sich im Museum Starnberger See.

## Modelle und Gemälde
Ein Modell der Luitpold im Maßstab 1:50 befindet sich im Deutschen Schifffahrtsmuseum in Bremerhaven. Dieses Modell erhielt 1989 bei der NAVIGA-Weltmeisterschaft eine Goldmedaille. Erbaut wurde es von Anton Happach. Ein weiteres Modell, im Maßstab 1:100, stammt ebenfalls von Anton Happach und befindet sich im Museum Starnberger See. Ein Gemälde des Schiffes von Michael Zeno Diemer wurde als Ansichtskarte verbreitet, ein Schiffsfahrplan von 1901 trägt eine Illustration von Gustav Adolf van Hees.